# Casa Vicens
Casa Vicens je budova v secesním stylu v Barceloně,  kterou navrhl Antoni Gaudí pro továrníka Manuela Vicense. Byla to Gaudího první důležitá práce. Objekt byl v roce 2005 zapsán na listinu světového dědictví UNESCO. Dnes je budova přístupná veřejnosti jako muzeum.

## Popis
Casa Vicens byla postavena v letech 1883–1885 a nachází se v Carrer de les Carolines 24, v barcelonské čtvrti Grácia. Budova stojí na malém pozemku, ale přesto má obytná plocha domu rozlohu 1160 m² ve čtyřech podlažích. Suterén, který slouží jako sklad a sklep, dvě patra pro bydlení a podkroví. Gaudí používal při stavbě tradiční katalánskou techniku stavby nosných zdí a jejich obestavěním dřevěnými trámy a čtverci. Dům je ve stěnách vystavěn z kombinace kamene, hrubých červených cihel a barevných keramických obkladů ve stylu šachovnice s květinovým vzorem. Různé povrchy a geometrické tvary vytvářejí šerosvit, který zdůrazňuje rozmanitost exteriéru. 

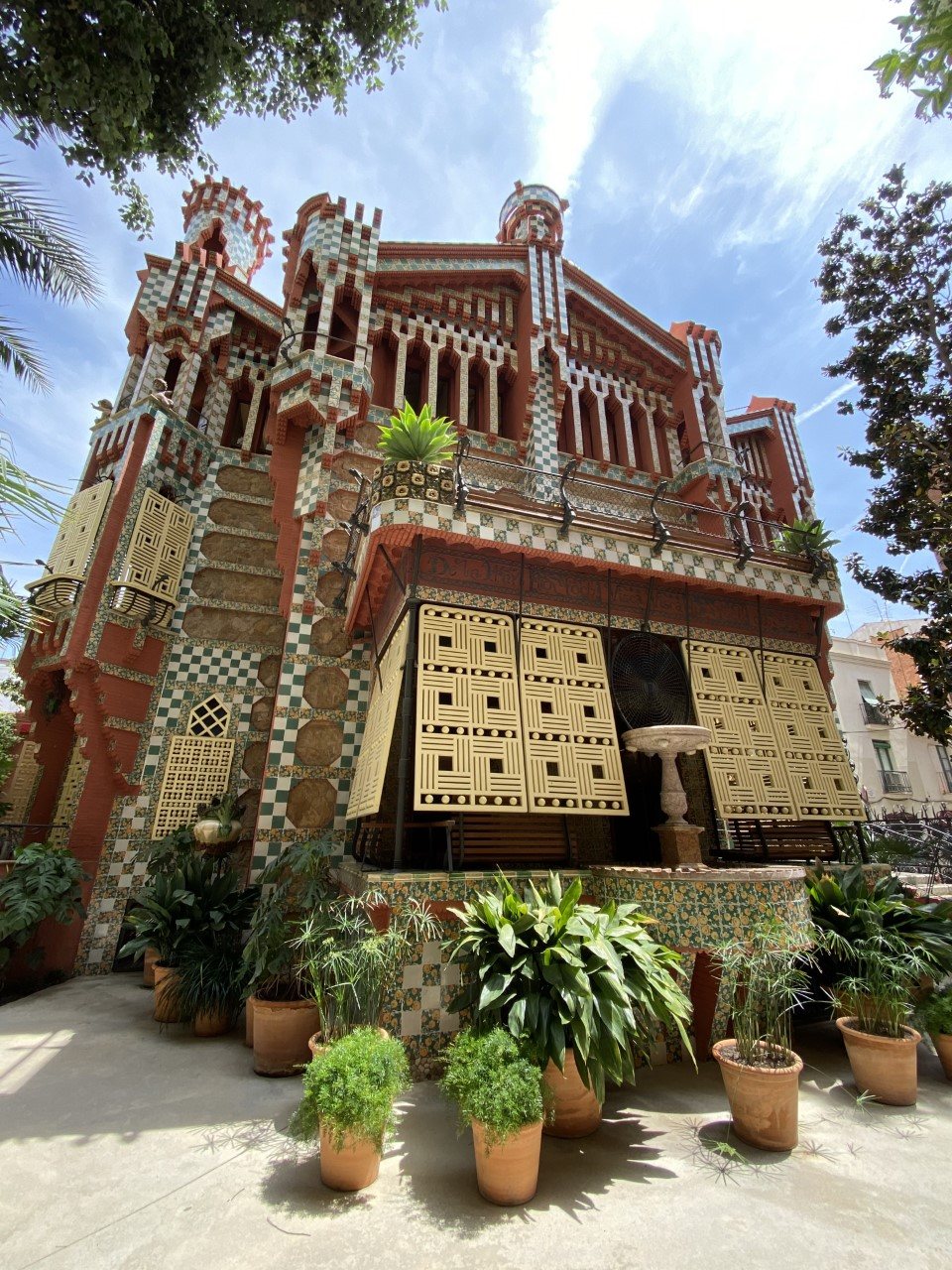
Pohled na fasádu domu ze zahrady

Současný komplex má i zahradu, která je dnes mnohem menší, než byla původní. Jsou zde palmy, magnólie a popínavé rostliny. Interiér domu tvoří zděné stěny, v suterénu zděné klenby a omítnuté dřevěné trámy v ostatních podlažích.  
Přístup do domu je přes přízemí, které obsahuje halu, jídelnu, galerii a kuřárnu jako hlavní místnosti.Hala má strop z dřevěných trámů, sgrafita na stěnách s rostlinnými motivy. 

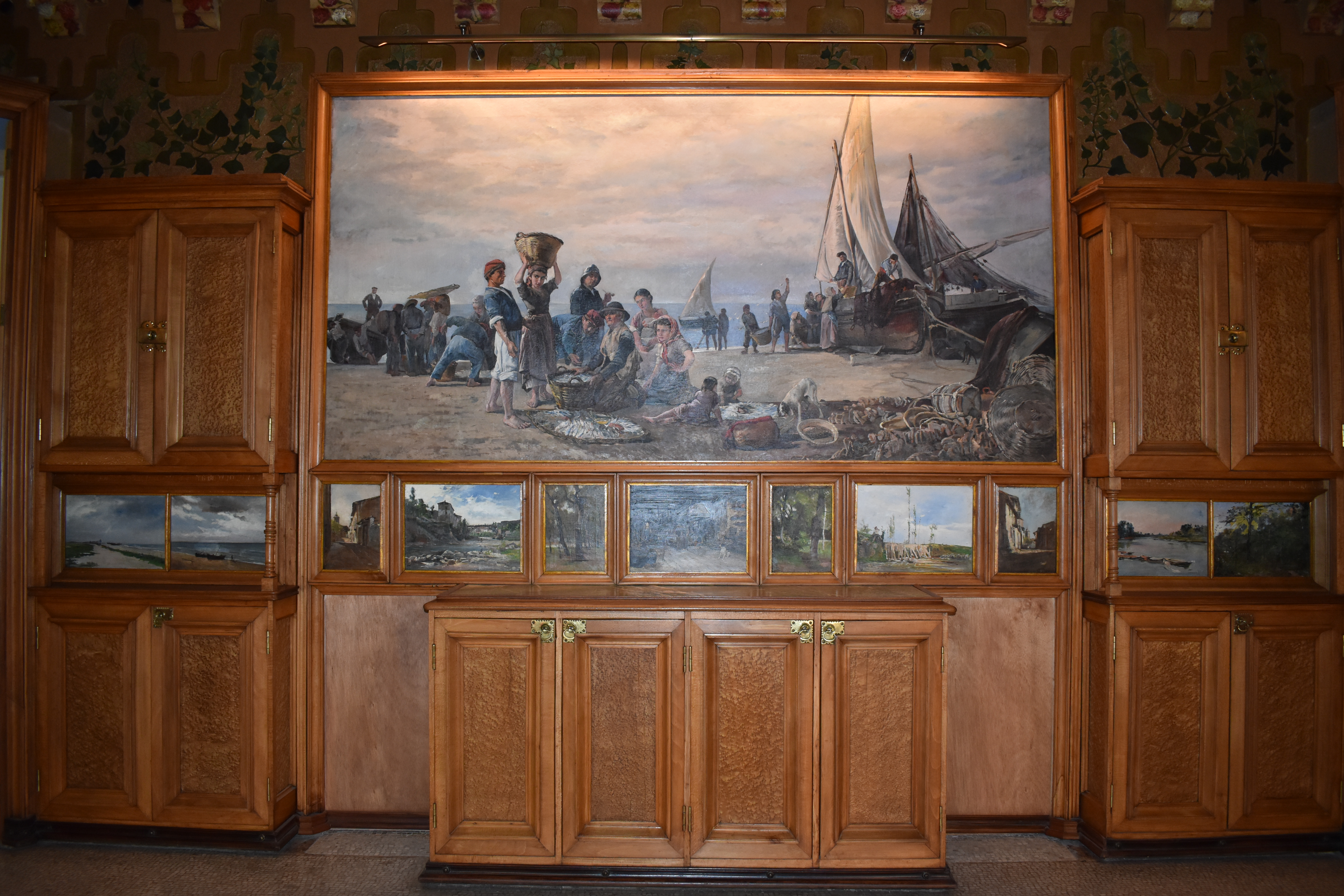
Jídelna

Jídelna je zdobená popínavým břečťanem provedeným ve štukové omítce na zlatém podkladu. Podlaha je vyrobena ve stylu římské mozaiky (malých kousků keramiky). Skříňky jsou vyrobené z třešňového dřeva s polychromatickou plastickou výplní. 

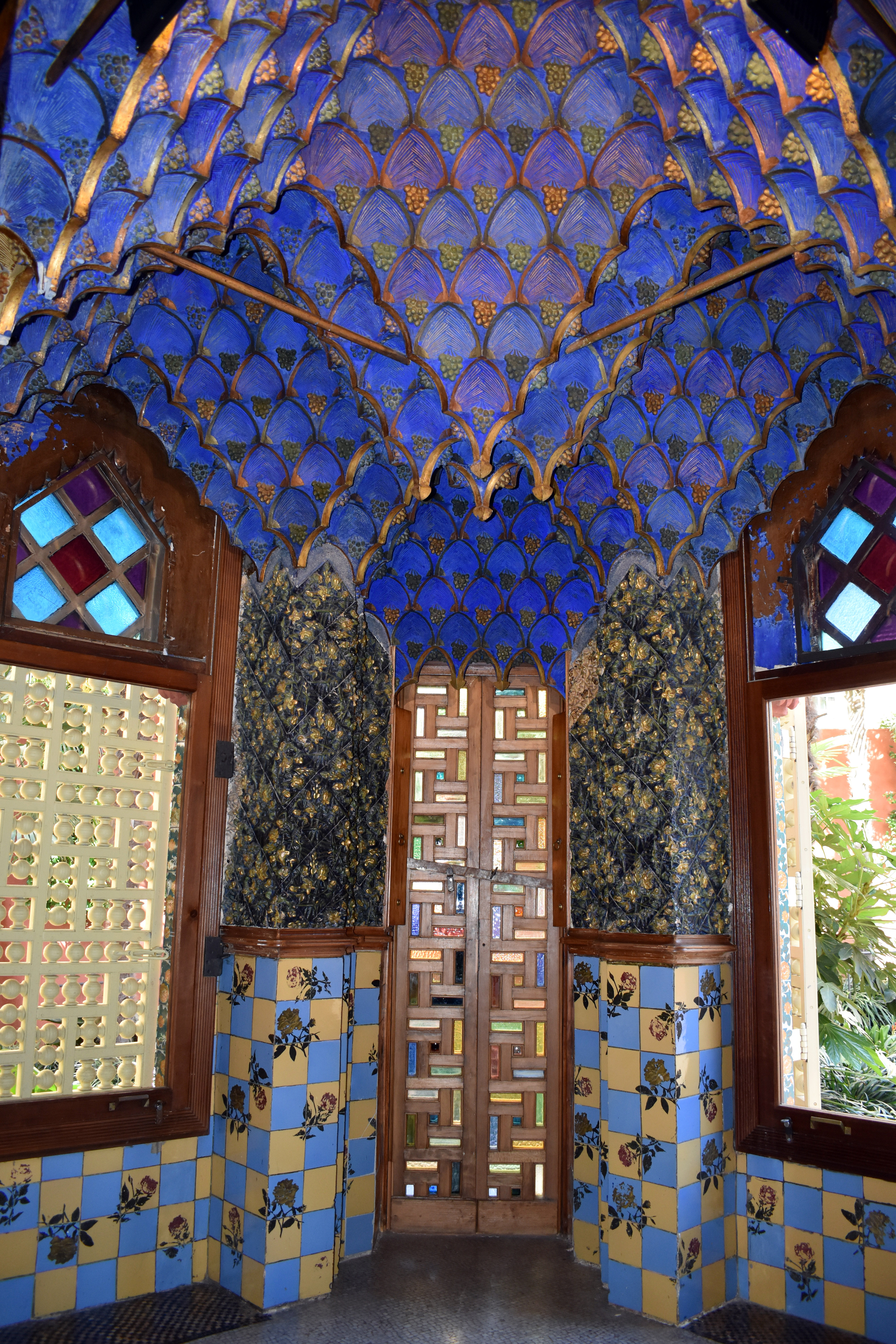
Kuřárna

Vedle jídelny je kuřárna, se zavěšenou klenbou pokrytou dekorativními architektonickými prvky zvanými moracab v islámském stylu v podobě stalaktitů z polychromované omítky, který znázorňuje palmové listy s datlovými trsy. Stěny mají dlaždice ve zlatých, modrých a zelených tónech a jsou zde koberce modrý a okrový s červenými a žlutými růžemi.
V prvním patře byly ložnice, obývací pokoj, koupelna a šatna. Tyto místnosti jsou dekorovány freskami rostlinných motivů. Hlavní ložnice má trámový strop, který je vyplněn keramickými obklady s motivy zobrazující vinné hrozny. Byla zde i terasa s venkovním grilem. Obývací pokoj je vyzdoben barokními freskami na kopuli stropu místnosti. V rohu místnosti je vstup na balkón, který má dřevěné obložení. Koupelna má šedou obloženou podlahu, modrobílé obklady stěn a strop je obložen keramickými obklady s motivy popínavého břečťanu.
Druhé patro (150 m2), má strohý interiér a původně byl určen pro úložné prostory. V současné době využíváno jako výstavní plocha.
Suterén je tvořen konstrukcí katalánským cihelným klenutým stropem. Dříve byl využíván jako vinný sklep a sklad uhlí, dnes je zde prodejna muzea.

## Historie

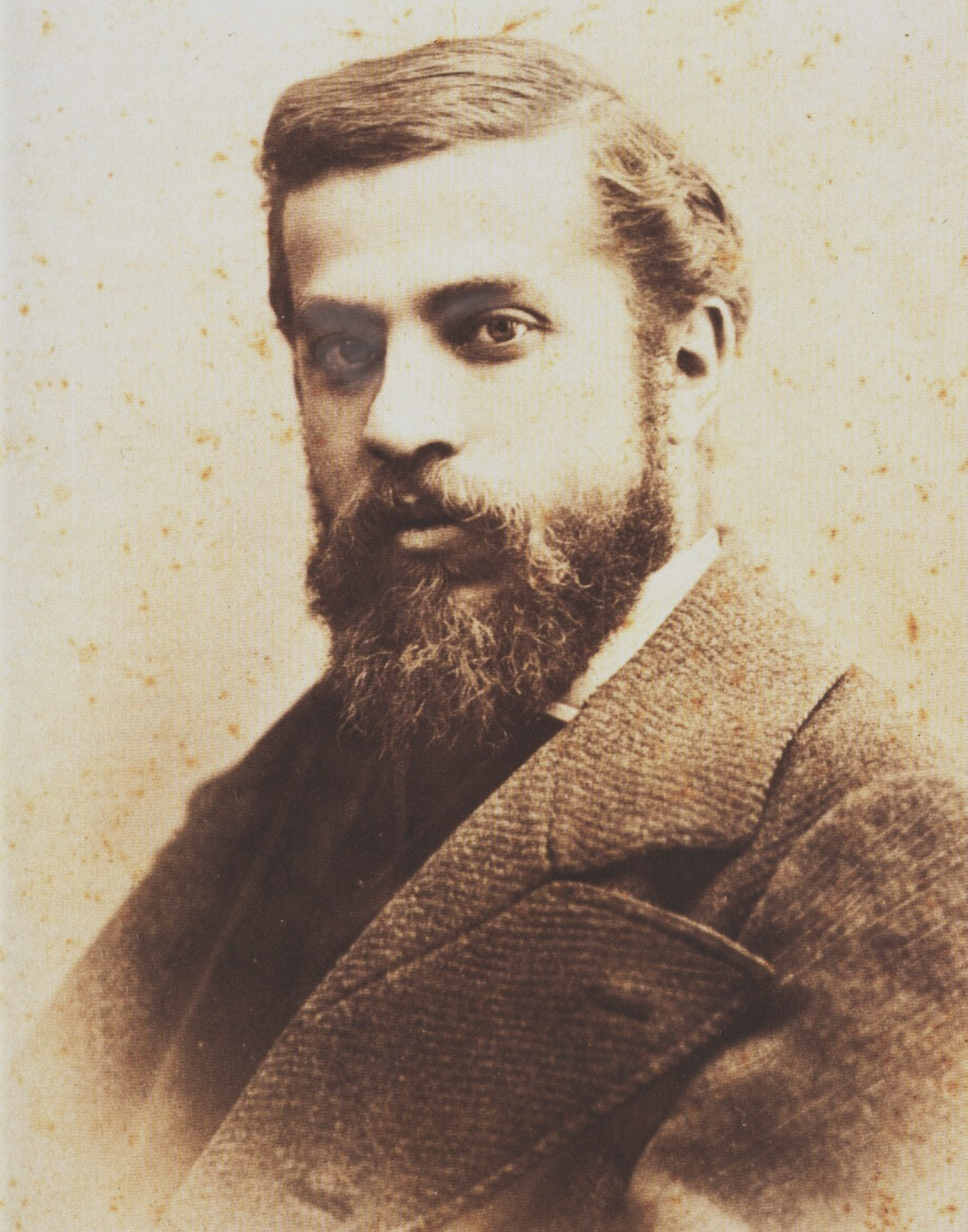
Antoni Gaudí (1878)

V roce 1878 získal Gaudí zakázku na návrh rodinného letního sídla pro obchodníka s cennými papíry Manuela Vinsense. Ten pozemek na kterým je dům postaven zdědil po své matce. Město Gràcia bylo v té době nezávislým subjektem Barcelony. Jednalo se o zemědělskou oblast osídlenou selskými usedlostmi. Město se stalo městskou čtvrtí Barcelony v roce 1897. Antoni Gaudí dokončil projekt domu v roce 1880, ale plány pro stavbu byly předloženy místní radnici až v roce 1883. Stavební práce probíhaly v letech 1883 až 1885 a Gaudí osobně na stavební práce dohlížel. Na dílu se podílelo několik řemeslníků jako sochař Llorenç Matamala i Piñol, truhlář Eudald Puntí i Gorchs, kovář Joan Oños a také hlavní stavitel Claudia Alsina i Bonafont.
Původní poměrem měl rozměry 30 × 34,5 metrů, s plochou 1035 metrů čtverečních. Dům měl tři průčelí a byl řešený jako rodinný dům. Měl původně katalánské klenuté schodiště s dřevěným zábradlím, které bylo odstraněno během rekonstrukce v roce 1925. Původní zahrada měla tři oblasti. Jedna oddělovala dům od ulice, druhou tvořily palmy před areálem a na druhé straně byla část s ovocnými stromy. Byla zde zděná a keramická kašna u vstupu a monumentální zděný vodopád. V roce 1946 byl při prodeji části zahrady k bydlení tento prvek zrušen.
V roce 1899 prodala vdova po Manuelu Vinsensovi dům pediatrovi panu Antoni Jover i Puig. Ten v roce 1908 prodal dům svému bratrovi Josepovi Joverovi s výhradou doživotního užívání. Ten když v roce 1913 zemřel bez potomků, přenechal dům González Sánchenzové, manželce bratra Antoni Jovera.
V roce 1925 Antoni Jover naplánoval rozšíření budovy s cílem přeměnit ji na rezidenci. Za to získal pozemek obrácený k dělicí stěně s klášterem o velikosti 213 metrů čtverečních. Oslovil Gaudího, aby se ujal projektu přestavby, ten se v té době však věnoval stavbě katedrály Sagrada Família a tak nabídku odmítl. Místo něj doporučil svého žáka Joana Baptistu Serru de Martínez, který navrhl pravou polovinu fasády podle Gaudího stylu. Serra tak postavil pravou polovinu budovy, při pohledu z ulice Carrr de les Carolines, což je i patrné, protože její objem trochu vyčnívá do ulice ve srovnání s částí postavenou Gaudím. Rozdělení je patrné také z odlišného designu dlaždič, protože Gaudí je střídal pro větší dynamiku, zatímco Serra je uspořádal jednotně. Rekonstrukce probíhala během let 1925 až 1927.
Na rohu ulice vybudoval Serra věž, podobnou té kterou na opačné straně udělal Gaudí. Nová přestavba zahrnovala přeměnu původního jednoho rodinného domu na tři nezávislé domy. Za tím účelem bylo změněno původní Gaudího schodiště v domě. V zahradě respektoval výjimečnou stavbu vodopádu a část konstrukce nechal pokrýt keramickými dlaždicemi.
V roce 1927 barcelonská rada města udělila vile Casa Vicens cenu za nejlepší stavbu na základě navržené rekonstrukce a provedeného rozšíření Joanem Baptistou Serrou a Gaudího práce byla uznána druhotně.
Budova prošla další rekonstrukcí v roce 1935, kdy byl architekt Francisco Victor Ortenbach Bertrán pověřen přístavbou nového prostoru v přízemí, na západní straně průčelí.
V roce 1946 byla část zahrady prodána k bydlení, včetně umístění vodopádu, který byl zrušen.
V roce 1962 zemřela vdova Gonzáles Sánchez a získané dědictví získali na starost její děti, kteří se dohodli na přidělení správy dceři  Fabiole, provdané za gynekologa Antonína Herrero Lópeze. V roce 1964 byla provedena rekonstrukce suterénu a přízemí. Vchod do suterénu byl poté umožněn i z úrovně ulice.
V roce 2001 Fabiola zemřela a dědictví přešlo na její syny Antonia, Ignacia, Carlose Maríu a Javiera Herrera Jovera.
Vila byla prohlášena za historicko-uměleckou památku dne 24. července 1969 a v roce 1993 byla prohlášena za kulturní majetek národního zájmu (BCIN). V roce 2005 byla vila prohlášena za světové dědictví UNESCO. Dostala také ocenění Barcelona Sustainable Tourism Best Practices Award 2023. 
V roce 2014 původní majitelé rodina Herrero Jover prodala dům andorrské bance MoraBanc, která nemovitost po přestavbě proměnila na muzeum. Pro veřejnost byl poprvé otevřen 16. listopadu 2017.
Sanaci budovy provedli architekti Elie Torres i Tur a José Antonio Martínez Lapeña spolu se společností Daw Office SLP v letech 2015 až 2017. Bylo nahrazeno i staré schodiště za modernější pro využití domu jako muzea a byl zde instalován výtah. Byla zde obnovena vodní fontána z původního Gaudího projektu.
Jsou zde provozovány stálé i dočasné výstavy v prvním a druhém patře. V suterénu bylo umístěno knihkupectví a v prostoru zahrady kavárna. Byly restaurovány některé poškozené keramické dlaždice.
V roce 2021 podepsala Casa Vicens sponzorskou smlouvu s barcelonských fotbalovým klubem Club Esportiu Europa (CEE), který soutěžil ve čtvrté španělské fotbalové lize. Při návštěvě muzea je doporučena předchozí rezervace a možnost zakoupení vstupenky na webu https://casavicens.org/

## Galerie

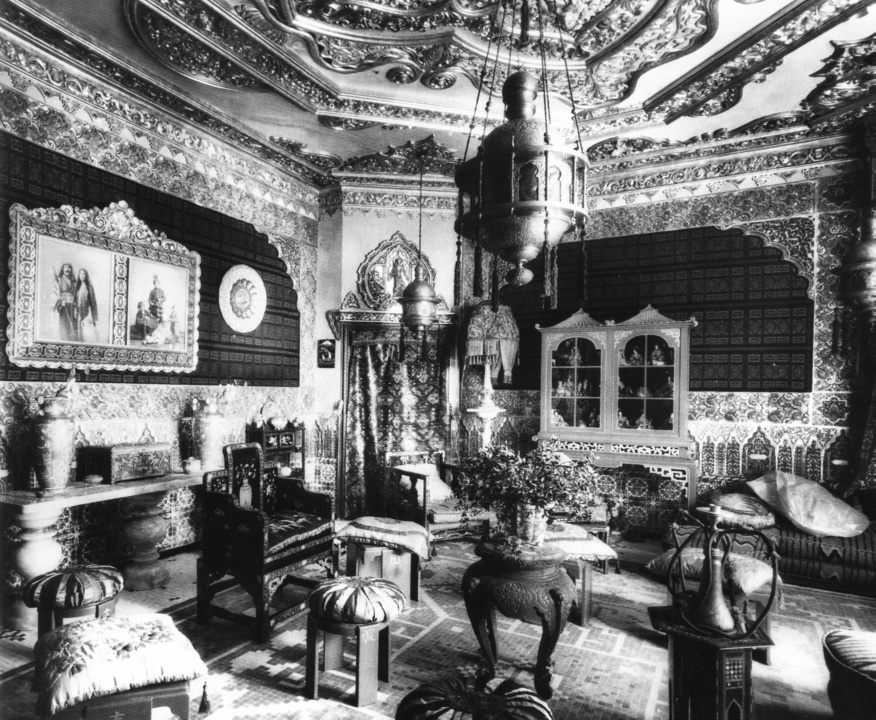
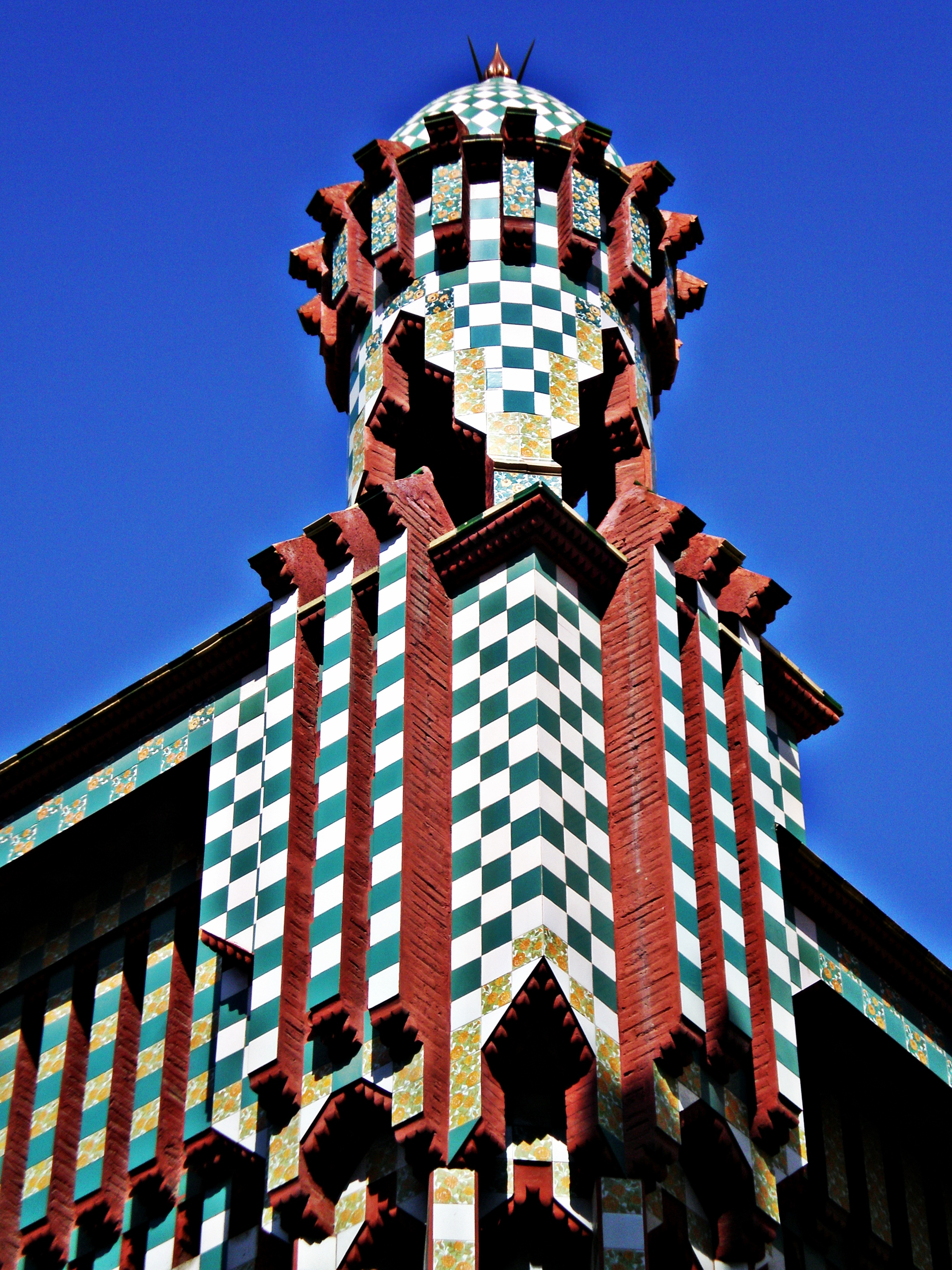
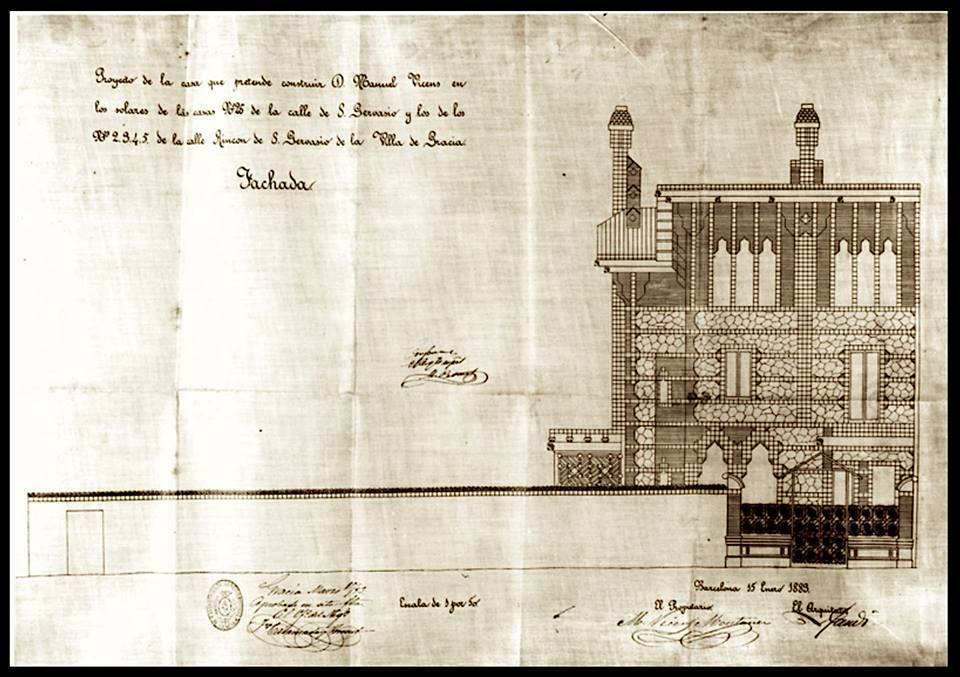
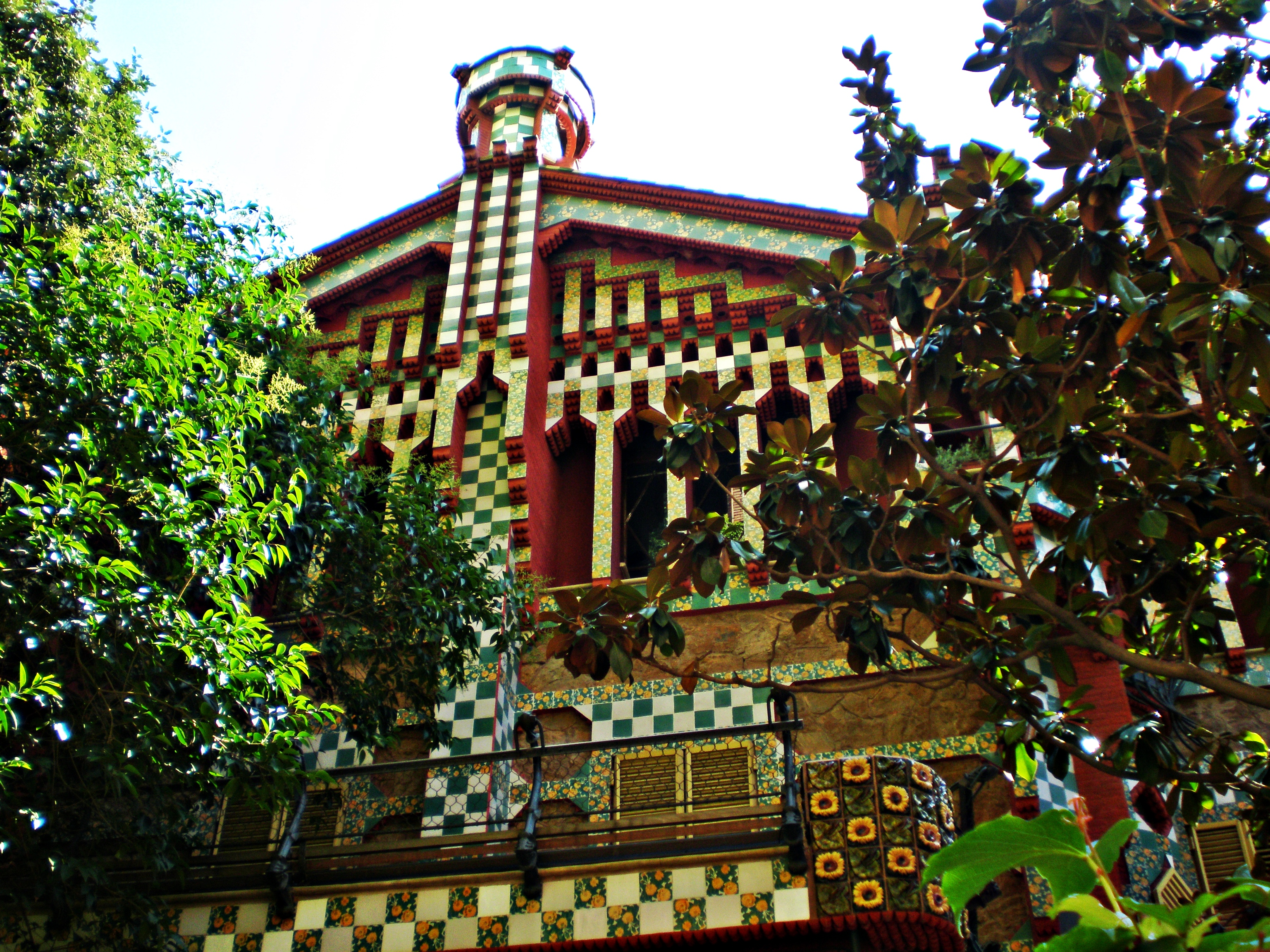
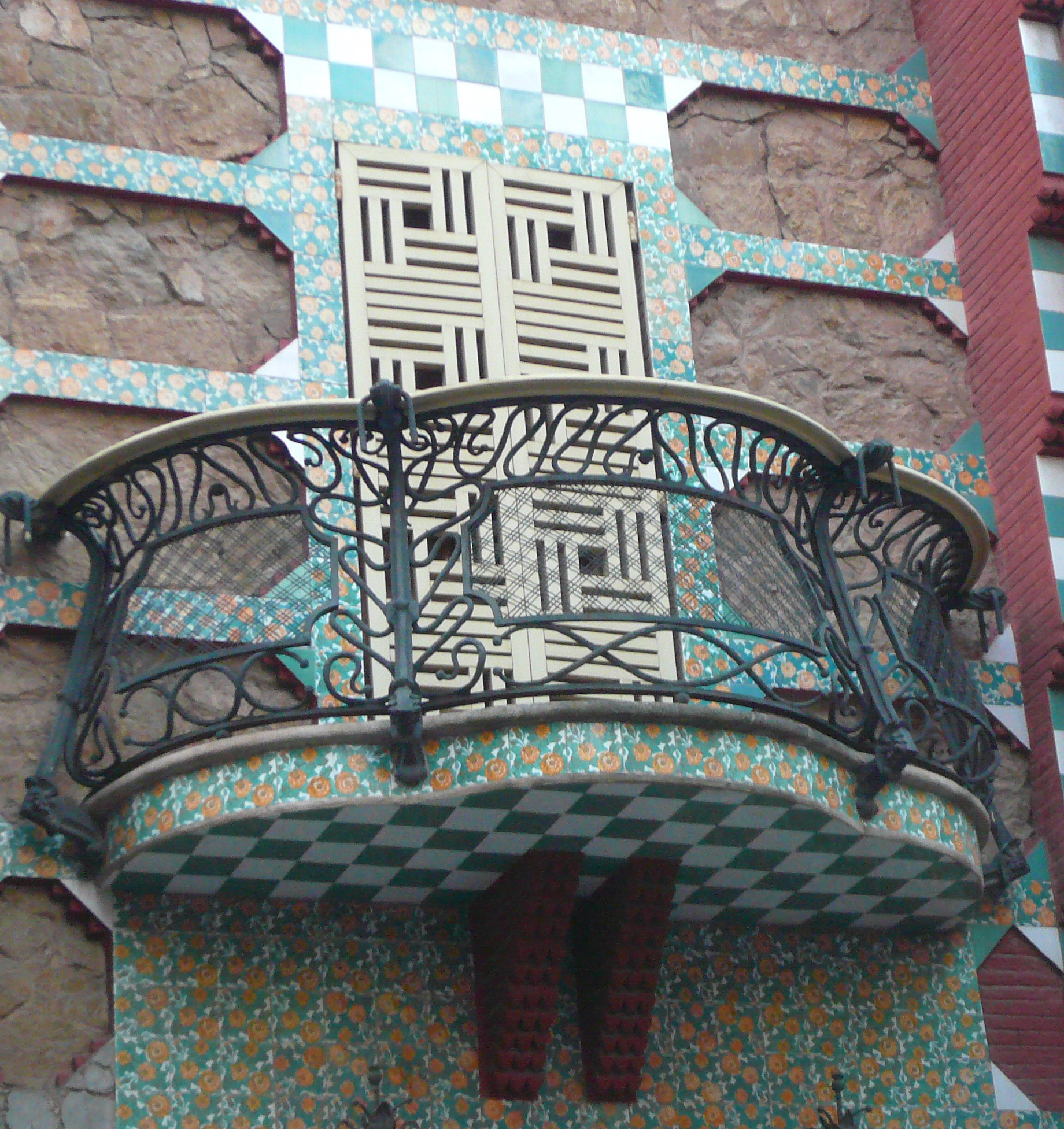